# Ваведење (острво)
Ваведења, Жањица или Мала Госпа је острво и утврђени манастирски комплекс у Црној Гори који се налази на малом каменом острву код увале Мириште, недалеко од рта Арза, на Луштици на источној страни улаза у Боку которску. Острво, у народу познато као острво Мали Жањиц је површине око 700 m². 
У архивским изворима манастир се први пут се помиње 1508. године као св. Марија «de Sagnic». Вријеме настанка овог манастирског здања није познато, али према архитектури цркве и обимних зидова може се закључити да потиче из 15. вијека.
Најстарији део целине представља једнобродна црква, за коју се верује да потиче из XV века. Манастриски комплекс опасан је одбрамбеним зидовима са једном округлом угаоном кулом са пушкарницама. Око ње су у каснијој фази изграђени зидови утврђења приближно квадратне основе са кружном кулом у северозападном углу, као и мање манастирске зграде прислоњене уз зидове на јужној и источној страни утврђења. Унутар комплекса налазе се: једнобродна црквица посвећена Ваведењу Богородице, са остацима фресака на западној фасади и окулусом са готичким мотивима, као и стамбено-економске просторије и бистијерна за воду.
Првобитни кровни покривач од камених плоча замењен је каналициом у каснијим градњама. 
Манастирски комплекс је обновљен 2002. године.